# تاج‌آباد (رفسنجان)
تاج‌آباد، روستایی تاريخى و كهن از توابع بخش مرکزی شهرستان رفسنجان در استان کرمان ایران است.اين منطقه از قديم به عنوان قطب پسته رفسنجان شناخته مى شد.

## جمعیت
این روستا در دهستان آزادگان (رفسنجان) قرار دارد و براساس سرشماری مرکز آمار ایران در سال ۱۳۸۵، جمعیت آن ۱۱۵ نفر (۳۲خانوار) بوده‌است.